# Fenntartható fejlődés

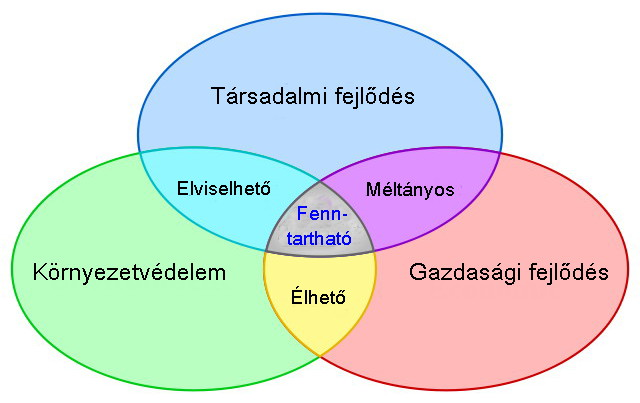
A fenntartható fejlődés vázlata a "gyenge fenntarthatóság" megközelítése alapján

A fenntartható fejlődés (sustainable development) olyan fejlődési folyamat, ill. szervezési elv, ami „kielégíti a jelen szükségleteit anélkül, hogy csökkentené a jövendő generációk képességét, hogy kielégítsék a saját szükségleteiket”, ahogy az az Egyesült Nemzetek Szervezetének 1987-es Brundtland-jelentésében szerepelt. A fenntartható fejlődésnek fenn kell tartani a természetes rendszerek, források összességének azon képességeit, amelyeken a természet és a társadalom alapszik. A másik tényező, amit le kellene küzdenie, a környezet elhasználódása, de ezt úgy kell elérnie, hogy közben ne mondjon le sem a gazdasági fejlődés, sem a társadalmi egyenlőség és igazságosság igényeiről.
A fogalom a nyolcvanas évek elején jelent meg nemzetközi szinten, a szociális valamint a környezeti problémák felismerését, ezen problémák összefüggését a gazdasági fejlődéssel jelenti. Ezen problémákat nem lehet külön vizsgálni, hanem csak sajátos módon együttesen megközelítve. A téma általános ismertséget Lester R. Brown 1981-ben megjelent „Building a Sustainable Society” című műve váltotta ki.
Az ENSZ Millennium Project keretében 15 globális kihívást azonosítottak, melyek egymással összefüggő komplex problémák. Az emberiség jövőjét attól teszik függővé, milyen megoldásokat, válaszokat sikerül találni ezekre a kérdésekre.Bár az emberiség kilátásai (például a várható életkor vagy az írástudás tekintetében) több területen javultak, mind a gazdaság, mint a társadalom szintjén olyan környezeti problémákkal kapcsolatban kell lépéseket tenni, amelyekre a jelenlegi paradigmák mentén nehezen képzelhető el eredményes cselekvés.
Az ENSZ számos dokumentuma foglalkozott a kérdéssel, például a 2005 World Summit Outcome Document a fenntartható fejlődés „egymással összefüggő és egymást erősítő pilléreit” a következőkben állapítja meg: gazdasági fejlődés, társadalmi fejlődés és környezetvédelem. E hármat gyakran a mellékelt módon ábrázolják, ami megtévesztő, hiszen ezek nem egyenrangúak, hanem egymásba vannak ágyazódva: a gazdaság a társadalom alrendszere, a társadalom pedig az ökoszisztéma alrendszere. Az ökológiai fenntarthatóság a döntő, mert ez határozza meg a társadalmat, s azon keresztül a gazdaságot. Ugyanakkor a három alrendszer komplex kezelése elengedhetetlen az eredményes beavatkozáshoz.
Többek számára a téma szoros kapcsolatban látszik állni a gazdasági növekedésnek azon igényével, hogy lehetővé tegye a gazdaság hosszú távú növekedését anélkül, hogy a természeti erőforrások túlhasználatának, ill.káros hatások túltermelésének a hosszú távú fejlődés látná kárát. Mások számára magának a növekedésnek a koncepciója is problematikus, lévén a Föld erőforrásai végesek.
Ugyanakkor létrejöttek olyan fogalmak, melyek egy részfeladat megoldását óhajtják környezetbarát, ill. klímasemleges módon megoldani, és ilyen értelemben fenntarthatónak mondják magukat (az ivóvízhiány miatt a mezőgazdaságoknak ki kell dolgozniuk a saját fenntartható öntözési programjukat, továbbá mezőgazdasági földek, városok, termelési folyamatok, társadalmak stb.).

## A fenntarthatóság elvi alapja

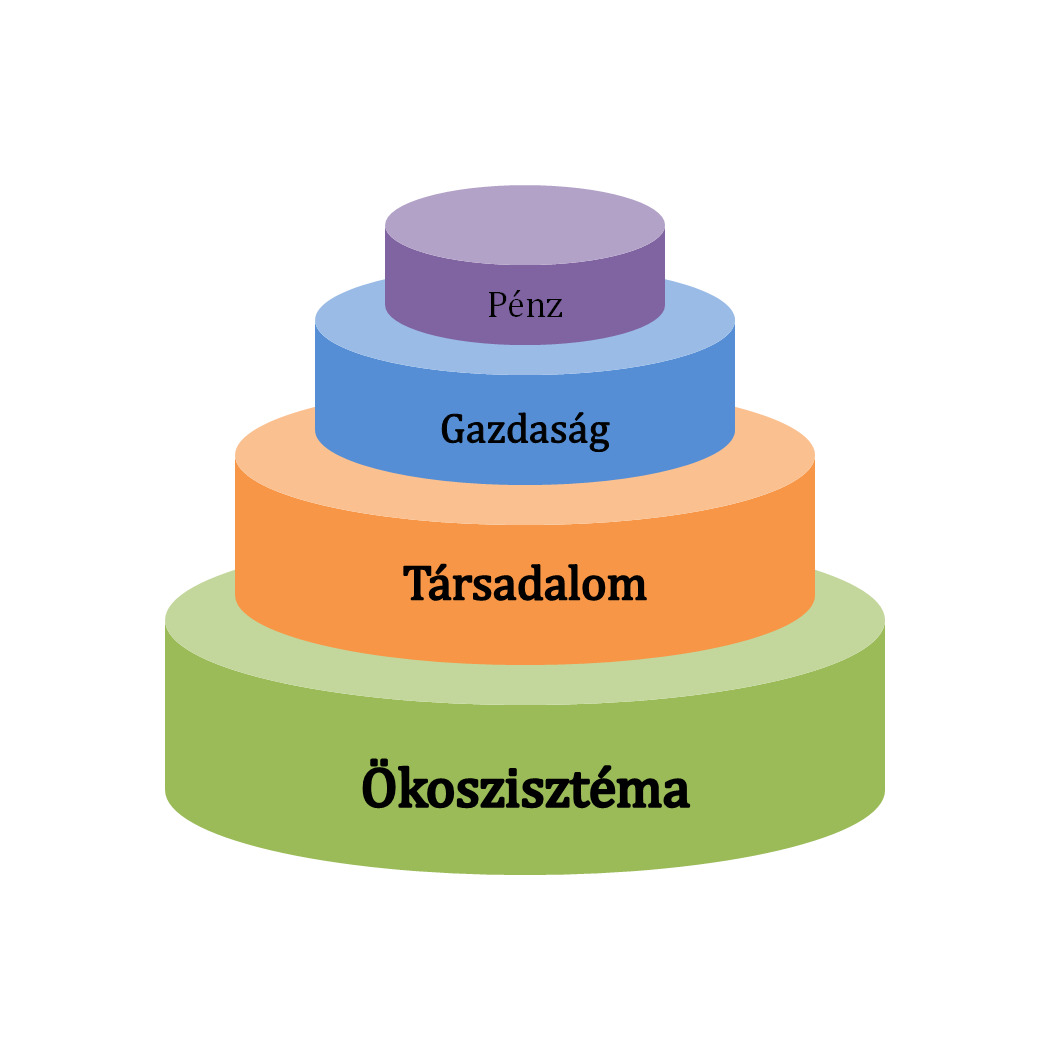
A fenntarthatóság szintjei az "erős fenntarthatóság" megközelítés alapján

Életrendünk akkor fenntartható, ha anyagforgalma körkörös, azaz illeszkedik a természet rendjébe. A fenntarthatóság elsősorban a népességre jutó erőforrásainktól függ. A fizika egy alapvető állítása szerint folyamatok körfolyamatokká alakíthatóak, ha kívülről elég energiát viszünk be a rendszerbe. Körfolyamattá alakítás során a bevitt energia részben hulladékhővé, üvegházhatású gázokká, kibocsátott vegyszerekké alakul, mert a körfolyamatok nem 100% hatásfokúak. Elvileg bármilyen gyártási eljárás és az azt követő felhasználás energia szempontjából körfolyamattá zárható, amennyiben van elég energia, és a hulladékhőt le tudjuk adni, a hulladék anyagot újra tudjuk használni. Bőséges erőforrások, energia és alapanyag birtokában életrendünk (az emberi tevékenység) ehhez hasonlóan fenntarthatónak tekinthető, ha a folyamatok (anyagi, nem energia jellegű) termékeinek és melléktermékeinek, hulladékainak felhasználását zárt körfolyamattá tesszük (újrahasznosítás, recycling). Mindezek egy bizonyos környezeti állapot (klíma, meteorológiai viszonyok, CO2-O2 egyensúly) geológiai adottságok (bányászat, víz, mezőgazdasági terület) mellett, bizonyos, ezzel arányos népesség mellett volnának elvileg lehetségesek. Ez felelne meg egy elméleti,  társadalom-természet egyensúly esetének. A természet újratermelődése és a tényleges fogyasztás arányossági jellemzője azonban ennél kevesebb, ezt mutatja a túlfogyasztás napja. A túlfogyasztás jelenleg (2022) kb. kétszeres, ami megfogalmazható úgy, hogy a népesség az egyensúlyi állapothoz képest kétszeres. A túlfogyasztás fogalmával analóg fogalom a túlnépesedés, amellyel kapcsolatban ugyanúgy felvilágosítás volna szükséges, mint a klímaváltozással kapcsolatban. Közvetlen összefüggés áll fenn, ugyanis a nagy népességű, fejletlenebb technikájú országokban az oktatás jelentős hatással van a túlnépesedésre (ösztönök). Csak a technikától várni a túlnépesedés csökkenését a jelenlegi klímavédelmi helyzetben a természet további fokozott túlterhelését jelentené.
Az idő, energia, és ismeret a fizika törvényei szerint szorosan összefüggenek. Minél kevesebb energiánk van a körfolyamattá alakításhoz, annál lassúbb lesz a körfolyamat. Tökéletesnek tekinthető körfolyamat létrehozásához, ahol nincs befektetett energia és hulladékhő sem képződik, végtelen sok idő kellene. Elvileg kis létszámú, kevés technikai eszközzel rendelkező társadalomban, pl. az eredeti, őskori ember-természet egyensúlyban ez volt az eset. Sok energia és ismeret, technika, nagy népesség esetén is elképzelhető megoldás, ha a tényezőket az egyensúly érdekében módosítjuk (klímavédelem).
Jelenleg az emberiségnek már nincs túl sok ideje arra, hogy megtaláljuk a megoldást. Pillanatnyilag kétszeresen kihasználjuk erőforrásainkat, ill. látjuk a tényezők megváltoztatásának lehetséges irányait. Számos véges erőforrás - kőszén, kőolaj, földgáz, urán - kitermelésének tetőzése (pusztán hagyományos piaci alapon, beavatkozás nélkül) a 21. század első két évtizedében várható. A jóléti társadalom, a klímaváltozást siettető tevékenységek, a fenntarthatóság biztosítása jelenleg sürgősségi sorrend alapján ítélhető meg, a korlátok, adottságok felmérésével.

## Önfenntartó rendszerek
Az önfenntartó rendszerek kialakulásának és fennmaradásának két feltétele van. Az egyik, hogy a rendszer elemei kölcsönhatásban, egyensúlyban legyenek egymással. Sokszor elegendő már az is hogy az elemek a közvetlen szomszédjaikkal legyenek kölcsönhatásban. A kölcsönhatás jellege lehet összetartó és taszító is, de hosszú távon az összetartás, egyensúly kell, hogy domináljon. A másik feltétel az, hogy a rendszer legyen nyitott, azaz álljon kölcsönhatásban a környezettel. Az önfenntartó rendszernek szoros kapcsolatban kell állnia a környezettel, amivel anyagot és energiát cserél.
Ezek tulajdonképpen alrendszerek a társadalom-természet egységén belül. Például a mezőgazdasági termelésben lévő földek fenntartható használata, városok fenntarthatósága, egyes termékek előállításának módja (folyamata), társadalmak fenntarthatósága, stb.

### Élővilág
Az élővilág teljesen nyilvánvalóan önfenntartó rendszernek számít, sőt James Lovelock Gaia-elmélete szerint maga a Föld is felfogható egy olyan komoly kibernetikus rendszerként mely képes a földi élethez szükséges optimális fizikai és kémiai környezetet kialakítani/fenntartani és akár egy élő organizmusként is felfogható. A természeti egyensúly a Földre, mint rendszerre, benne az emberrel értelmezhető. Az élővilág állapota fokozatosan romlik, erre vonatkozóan az ENSZ IPCC jelentése ad támpontot.

### Piac
A közgazdaságtan egyes irányzatai szerint a piac is tekinthető önfenntartó rendszernek, noha a 2008-as gazdasági világválság óta egyre többen mutatnak rá, hogy a piaci kudarcok tág köre és az óhatatlanul kialakuló újabb és újabb tőkepiaci buborékok miatt ez mégsem feltétlenül egyértelmű. A termékek életciklus menedzsmenttel való kialakítása, környezetvédelmi szempontok figyelembevétele szükséges. A termék mennyiséggel kapcsolatban a fogyasztás csökkentése volna jelentős.

### Társadalom
Az elmúlt évszázad adatai alapján a világ népessége jelentősen növekszik, aminek függvényében kellene az ellátást (fenntarthatóan) biztosítani. Így a gazdaság elsősorban mennyiségileg növekszik, aminek valószínűleg a forrás oldala kérdéses (légkör, nyersanyag, energia, természeti feltételek). A közgazdasági elméletek közül a "korlátlan növekedés" valószínűleg a minőségi, innovációs tevékenységre érthető, de összességében nem reális. A fenntartható fejlődést befolyásolja a klímaváltozás, ami a társadalmak, városok életére is hat.

## Erőforrások
Világunk jelenleg jóval több erőforrást használ, mint amennyit a fenntarthatóság (természetes újratermelődés) megengedne. Ebből következően a jelenlegi gazdasági rendszer csak jelentős többlet-erőforrásokkal (mesterséges eszközökkel) képes működni. Ha ezek az erőforrások kimerülnek, a gazdaság komoly veszélybe kerülhet. Mivel az erőforrás-felhasználás 87%-át fosszilis energiahordozók képviselik, ezek fogyása rejti a legnagyobb kockázatot. A legújabb bizonyítékok alapján a könnyen kitermelhető fosszilis energiahordozókat már kitermeltük. Ezek közül is a legnyilvánvalóbb a kőolaj fogyása. E kérdésben nem is annyira az adott erőforrás, pl. kőolajmező nagysága a mérvadó, hanem sokkal inkább az, hogy meddig érdemes kitermelni az adott mezőt, ezt méri az EROEI mérőszám, tehát pl. azt, hogy egy hordó kőolaj felhasználásával hány hordó kőolaj nyerhető ki. Az adott erőforrások csökkenésére sokak szerint a technológiai fejlődés jelenthet megoldást, ám a növekedés fenntartása zárt rendszerben, mint amilyen a Föld is mindenképpen problémákat okozhat. Ugyanakkor a fosszilis energiaforrások jelentik a legnagyobb környezeti kárt, a CO2 fejlesztés miatt.

## Fogyasztás, környezet és fenntarthatóság
| A megújuló erőforrások fogyasztása                   | A környezet helyzete | Fenntarthatóság                   |
| ---------------------------------------------------- | -------------------- | --------------------------------- |
| több, mint amit a természet újratermelni képes       | a környezet pusztul  | nem fenntartható                  |
| a természet újratermelő kapacitásával azonos mértékű | környezeti egyensúly | fenntartható, nem változó állapot |
| kevesebb, mint amit a természet újratermelni képes   | a környezet megújul  | fenntartható fejlődés             |

## Környezetbarát termékek
A növekvő népesség növekvő anyagi jóléte csak úgy képzelhető el, ha a környezeti erőforrások egyre kisebb igénybe vételével folyik a termékek előállítása. Illetve, ha reflektálunk arra, hogy a boldogságunk, jóllétünk milyen mértékben függ/független termékek beszerzésétől/fogyasztásától, ld. pl. happiness economics. Egyes cégek erőfeszítéseket tesznek arra, hogy termékeik előállítása során, a termék életideje (életciklus) során vagy az után minél kisebb környezeti terhelést okozzanak. Ezzel azonban óvatosan kell bánni, mert sokan visszaélnek vele. Ilyenkor beszélünk az ún. zöldrefestésről, amikor egy cég csak a szavak szintjén környezetbarát, s terméke mit sem változik, vagy pl. környezetbarát célokat támogató alapítványt hoz létre, miközben fő tevékenysége rengeteg természeti, társadalmi kárt okoz. Más cégek természetesen őszinték és hitelesek, érdemes tájékozódni.

### Öko-címkék
Jelenleg az EU-ban a termékek hátoldalán, csomagolásán különböző „öko-címkével” találkozhatunk, jelentésük nagyon különböző. A leggyakoribbak: a Möbius hurok, a Zöld Pont (Der Grüne Punkt), a Ricoh Group újrahasznosítás címkéje, az Európai Unió „öko-címkéje”, a „Nordic Swan” (Északi Hattyú) és a magyarországi cédrus-fa védjegy.

## A fenntartható fejlődés lehetősége
Számos környezetvédő bírálta a „fenntartható fejlődés” kifejezést, mondván, hogy oximoron, mert a gazdasági fejlődés és a hozzá rendelt elméletek és szabályozások az erőforrások állandó fogyasztásában gondolkodnak, mintha az erőforrások mindenkor hozzáférhetőek volnának. Sok erőforrást, mint például a kőolajat és a földgázt az emberiség sokkal nagyobb ütemben fogyasztja, mint ahogy természetes úton újratermelődik, így egyre fogyatkozik a készletük. A kifejezés ellen azzal érvelnek, hogy az üzleti életben a „fenntartható fejlődés” szókapcsolatot úgy használják, mintha a jelenlegi fajta gazdasági fejlődés (bármely társadalmi rendszerben is) fenntartható volna, – félretolva útjukból olyan embereket, akik a népességnövekedéstől függetlenül, nem a gazdasági, hanem a Föld, mit rendszer környezeti értékekeit hangsúlyozzák. Egy másik érv a kifejezés ellen az, hogy a közgazdászok rendszerint a fenntartható fejlődés alatt állandóan fenntartható gazdasági növekedést értenek, amely azonban (mivel a gazdaság a természeti erőforrások használatára alapul) elvileg sem lehetséges, hiszen a Föld véges méretű.
A megújuló energiaforrások, az újrafelhasználás, a szolgáltatások megfelelő megszervezése gazdasági értelemben is lehetővé tud tenni fejlődést – vagy a korlátozott erőforrások használata nélkül, vagy kismértékű, kis környezeti hatással járó használatukkal. Az utóbbi eset is lehet nem fenntartható, ha az erőforrások lassú fogyasztása meghatározatlanul hosszú ideig tart.
Ha pedig a fejlődés alatt nem feltétlenül értjük az anyagi növekedést és az emberiség számbeli növekedését, hanem inkább az emberiség szellemi fejlődésére gondolunk, akkor ez elvileg lehetséges a Föld élővilága állapotának megőrzése mellett is.
Helyesebbnek tűnik a fenntartható társadalom, mint elfogadható alapelv rögzítése, amellyel elkerülhető a "fejlődés" szó erőltetetten megengedő értelmezése.
A fenntartható fejlődés megítélése persze azon is múlik, hogy melyik felfogású szerzőből indulunk ki. Gyulai Iván pl. megkülönbözteti a fenntartható növekedést a fenntartható fejlődéstől, mondván, hogy előbbiben többek igyekszünk lenni, utóbbiban jobbak. Szerinte nem érdemes külön fenntartható gazdaságról, vagy fenntartható fogyasztásról beszélni, e helyett a társadalmi berendezkedés egésze lehet fenntartható vagy fenntarthatatlan. Ez az egységes megközelítés azért is fontos, mert jelenleg pont az a rossz gyakorlat, hogy a világ megközelítése túlságosan szektorokra bontott, és az egyes szektorális beavatkozások egymás kárára valósulnak meg, pl. a természetvédelmi célt szociális cél rovására valósítanak meg, vagy a leggyakoribb, hogy gazdasági célt a természeti és társadalmi szektor rovására érnek el. E helyett rendszerben kellene gondolkodni: olyan rendszert létrehozni, amelyben a természeti, társadalmi és gazdasági célok egyaránt megvalósulnak.

## A fenntartható fejlődést szolgáló főbb termékek, fogalmak
Önmagában semmilyen termék nem képes arra, hogy a fenntartható társadalmat létrehozza. A fenntarthatósághoz elsősorban értékrend váltásra van szükség, az alábbi, vegyes megítélésű technológiák kis lépcsőt jelenthetnek, amelyek bevezetése közben folyamatosan figyelni kell a mellékhatásokra is.
- megújuló energiaforrások
- bioetanol
- biodiesel
- biomassza
- biogáz
- életciklus-értékelés